# Sphenarium mexicanum
Sphenarium mexicanum is een rechtvleugelig insect uit de familie Pyrgomorphidae. De wetenschappelijke naam van deze soort is voor het eerst geldig gepubliceerd in 1859 door Saussure.